# Deltocephalus pulicaris
Deltocephalus pulicaris är en insektsart som beskrevs av Carl Fredrik Fallén 1806. Deltocephalus pulicaris ingår i släktet Deltocephalus och familjen dvärgstritar. Arten är reproducerande i Sverige. Inga underarter finns listade i Catalogue of Life.